# San Ildefonso Ixtahuacán
San Ildefonso Ixtahuacán, spesso semplicemente Ixtahuacán, è un comune del Guatemala facente parte del dipartimento di Huehuetenango.
L'origine dell'abitato è antecedente alla colonizzazione spagnola e risale ad un insediamento di indigeni Mam, anche se l'attuale centro abitato principale venne fondato dai conquistadores.